# Język rembong
Język rembong, także rembong-wangka – język austronezyjski używany w indonezyjskiej prowincji Małe Wyspy Sundajskie Wschodnie, w północno-centralnej części wyspy Flores, pomiędzy obszarami geograficznymi języków manggarai i riung.
Według szacunków z 2020 roku posługuje się nim nie więcej niż 20 tys. osób. Dzieli się na dialekty: rembong-riung barat, ladar kaong, térong, wangka, wué. Czasem wzmiankowany dialekt namu (namut) to w rzeczywistości język bliższy ngadha.